# إيذج
إيذج أو إيذه هي مدينة إيرانية تقع في محافظة خوزستان، عُرفت في المصادر العربيَّة باسم إيذج. يبلغ عدد سكانها 103,695 حسب إحصاء عام 2006 م.

## المناخ
يظهر الجدول التالي التغييرات المناخية على مدار السنة لإيذج:
| البيانات المناخية لـإيذج          | البيانات المناخية لـإيذج | البيانات المناخية لـإيذج | البيانات المناخية لـإيذج | البيانات المناخية لـإيذج | البيانات المناخية لـإيذج | البيانات المناخية لـإيذج | البيانات المناخية لـإيذج | البيانات المناخية لـإيذج | البيانات المناخية لـإيذج | البيانات المناخية لـإيذج | البيانات المناخية لـإيذج | البيانات المناخية لـإيذج | البيانات المناخية لـإيذج |
| الشهر                             | يناير                    | فبراير                   | مارس                     | أبريل                    | مايو                     | يونيو                    | يوليو                    | أغسطس                    | سبتمبر                   | أكتوبر                   | نوفمبر                   | ديسمبر                   | المعدل السنوي            |
| --------------------------------- | ------------------------ | ------------------------ | ------------------------ | ------------------------ | ------------------------ | ------------------------ | ------------------------ | ------------------------ | ------------------------ | ------------------------ | ------------------------ | ------------------------ | ------------------------ |
| متوسط درجة الحرارة الكبرى °م (°ف) | 13.7 (56.7)              | 15.3 (59.5)              | 19.9 (67.8)              | 26.9 (80.4)              | 32.8 (91.0)              | 39.2 (102.6)             | 42.2 (108.0)             | 42.0 (107.6)             | 40.0 (104.0)             | 33.4 (92.1)              | 24.4 (75.9)              | 17.1 (62.8)              | 28.9 (84.0)              |
| متوسط درجة الحرارة الصغرى °م (°ف) | 2.2 (36.0)               | 3.4 (38.1)               | 7.2 (45.0)               | 13.2 (55.8)              | 16.9 (62.4)              | 20.8 (69.4)              | 24.3 (75.7)              | 23.6 (74.5)              | 20.8 (69.4)              | 16.0 (60.8)              | 10.8 (51.4)              | 5.3 (41.5)               | 13.7 (56.7)              |
| الهطول مم (إنش)                   | 80 (3.1)                 | 66 (2.6)                 | 63 (2.5)                 | 37 (1.5)                 | 10 (0.4)                 | 0 (0)                    | 0 (0)                    | 1 (0.0)                  | 0 (0)                    | 1 (0.0)                  | 40 (1.6)                 | 85 (3.3)                 | 383 (15.1)               |
| المصدر: Climate-data.org          |                          |                          |                          |                          |                          |                          |                          |                          |                          |                          |                          |                          |                          |

## أعلام
- عارف اغاسي
- أبو عبد الله محمد المهدي
- إيمان مبعلي